# Club Real Santa Cruz
El Club Deportivo Real Santa Cruz es un club de fútbol de la ciudad de Santa Cruz de la Sierra, Bolivia. Fue fundado el 3 de mayo de 1962 en las afueras del colegio Florida, y desde 2020 jugaba en la Primera División de Bolivia, tras 16 años de ausencia. Los «Leones blancos del pajonal» jugarán en la Asociación Cruceña de Fútbol (división de fútbol amateur de Santa Cruz) el año 2025, siendo el cuarto descenso de categoría desde la fundación de la Primera División del Fútbol Profesional Boliviano.
Su primer equipo disputa sus encuentros como local en el Estadio Real Santa Cruz, y que cuenta con una capacidad de 15 000 espectadores.
Fue parte de los dieciséis clubes que fundaron la Liga del Fútbol Profesional Boliviano el año 1977.
A nivel internacional participó en la Copa Conmebol 1997, dónde alcanzó los Octavos de final.
Su principal rival es Destroyers, con quién se enfrenta en el «Clásico Camba». Antiguamente tenía rivalidad con Blooming.

## Historia

### Fundación
El Club Deportivo Real Santa Cruz se fundó el 3 de mayo de 1962 en las afueras del Colegio Nacional Florida, bajo la sombra de un árbol de cupesi, el nombre de la institución fue escogido por Prudencio Arana, Freddy Sanchez e Ignacio Flores, como homenaje al Departamento de Santa Cruz y bajo una fuerte influencia del Real Madrid Club de Fútbol de España, de cuyo nombre adquirieron «Real». El uniforme del club fue definido de la siguiente manera: Camiseta, pantalones y medias blancas, que representan la pureza.
La primera comisión directiva, quedó compuesta por Esteban Lairana como presidente, Prudencio Arana como vicepresidente, Enrique Reckeweg como secretario general, Dario Viruez como tesorero, Jorge Paniagua como secretario de actas y Freddy Sanchez como secretario de deportes.
Ese mismo año, el Club Real Santa Cruz fue afiliado a la Asociación Cruceña de Fútbol, participando en la Segunda de Ascenso, y durante varios años en el club solo podían competir jugadores cruceños, como una especie de filosofía deportiva.
El club es uno de los fundadores de la Liga del Fútbol Profesional Boliviano L.F.P.B. en la cual estuvo desde su fundación (1977) hasta el año 1992 donde bajo de categoría pero volvería a formar parte de la liga de manera inmediata un año después. El año 1996 el club conquistó su máximo trofeo hasta el día de hoy al coronarse campeón del torneo apertura clasificando posteriormente a la Copa Conmebol donde enfrentó a Lanús quedando eliminado en primera fase. Posteriormente el club bajo de categoría el año 2001 para luego retornar a la liga el año 2004, sin embargo no duró mucho ya que ese mismo año volvió a la ACF en la cual permanece hasta 2019 cuando alcanzaría el subcampeonato del Nacional B.
Real Santa Cruz es uno de los clubes fundadores de la Liga de Fútbol Profesional Boliviano (L.F.P.B.). Se caracterizó en primera instancia en solo contar con jugadores nacidos en la ciudad de Santa Cruz de la Sierra haciendo honor a su nombre, pero luego debido al nivel de fútbol fue subiendo se vieron obligados a ir contratando juegos de otras ciudades como también extranjeros.
El club ha aportado con varios jugadores a la selección boliviana de fútbol y es uno de los semilleros de futbolistas ya que desde sus divisiones inferiores va formando nuevas promesas del balompié boliviano.

### Campañas en Primera División (1977-1992)
En el año 1977 Real Santa Cruz fue uno de los equipos fundadores de la Liga Profesional. En su primer partido que, el 22 de julio de 1977, cayó por 1-3 ante Blooming. Mientras que obtuvo su primera victoria el 13 de octubre ante Jorge Wilstermann por 4-2.
En la temporada 1992 término con el equipo en la penúltima posición y descendió por primera vez en su historia. 

### El retorno a Primera
En 1993, bajo la dirección técnica de Antonio Batista,[cita requerida] el equipo consiguió su primer título local de la Asociación Cruceña de Fútbol y logró el anhelado regreso a la Primera División en la Copa Simón Bolívar. En la final del campeonato, los merengues se enfrentaron a Estudiantes Frontanilla, a quienes venceron en ambos partidos por 6-0 y 3-1. El equipo contó con jugadores como Eduardo Jurkevicius, Armando Ibáñez, Wilson Sánchez, entre otros.

### Segunda etapa en Primera División (1994-2003)

#### La Histórica campaña de 1996
| 03-03-1996  | Hernando Siles        | Deportivo Municipal     | 2-0          | Real Santa Cruz         |
| 09-03-1996  | Ramón Aguilera Costas | Real Santa Cruz         | 1-1          | Guabirá                 |
| 17-03-1996  | Ramón Aguilera Costas | Destroyers              | 1-1          | Real Santa Cruz         |
| 24-03-1996  | Olímpico Patria       | Independiente Petrolero | 1-4          | Real Santa Cruz         |
| 31-03-1996  | Ramón Aguilera Costas | Real Santa Cruz         | 1-0          | The Strongest           |
| 06-04-1996  | Ramón Aguilera Costas | Real Santa Cruz         | 1-0          | Destroyers              |
| 14-04-1996  | Ramón Aguilera Costas | Real Santa Cruz         | 2-1          | Jorge Wilstermann       |
| 28-04-1996  | Ramón Aguilera Costas | Real Santa Cruz         | 2-0          | Deportivo Municipal     |
| 01-05-1996  | Gilberto Parada       | Guabirá                 | 1-0          | Real Santa Cruz         |
| 11-05-1996  | Ramón Aguilera Costas | Destroyers              | 0-2          | Real Santa Cruz         |
| 18-05-1996  | Ramón Aguilera Costas | Real Santa Cruz         | 3-1          | Independiente Petrolero |
| 29-05-1996  | Hernando Siles        | The Strongest           | 5-0          | Real Santa Cruz         |
| 01-06-1996  | Ramón Aguilera Costas | Real Santa Cruz         | 0-0          | Destroyers              |
| 05-06-1996  | Félix Capriles        | Jorge Wilstermann       | 1-0          | Real Santa Cruz         |
| Semifinales |                       |                         |              |                         |
| 19-06-1996  | Ramón Aguilera Costas | Real Santa Cruz         | 1-1          | Oriente Petrolero       |
| 23-06-1996  | Ramón Aguilera Costas | Oriente Petrolero       | 0-3          | Real Santa Cruz         |
| Final       |                       |                         |              |                         |
| 10-07-1996  | Hernando Siles        | The Strongest           | 4-0          | Real Santa Cruz         |
| 13-07-1996  | Ramón Aguilera Costas | Real Santa Cruz         | 2-0          | The Strongest           |
| 16-07-1996  | Ramón Aguilera Costas | Real Santa Cruz         | 1-1 (3:2 p.) | The Strongest           |

### Regreso a Primera División
En 2019 después de perder la final del Nacional B, quedó como subcampeón y debía disputar el Indirecto (Partido Promoción), sin embargo al ser inconcluso que rival tendría Real Santa Cruz ya que Sport Boys Warnes quedó marginado del torneo y Destroyer's quedó en descenso directo, se generó un pleito sin soluciones posibles e inmediatas, al final se decidió que el club ascenderá directamente a Primera División para la gestión 2020 después de varios años que estuvo en su Asociación.

## Presidentes

### Organigrama
| Cargo                  | Miembro                |
| ---------------------- | ---------------------- |
| Presidente             | Carlos Sánchez Soruco  |
| Primer vicepresidente  | Daniel Ardaya          |
| Segundo vicepresidente | Adolfo Soria Arredondo |

## Símbolos

### Escudo
El escudo está compuesto por el color blanco que representa al club. La corona en la parte superior y la cruz potenciada en el centro, que simbolizan la identidad cruceña. Un balón de fútbol ennla parte central que simboliza la actividad principal de la institución y el nombre del club en la parte superior.

## Indumentaria

### Origen
Fue don Prudencio Arana presumiblemente quien sugirió el nombre y el color de la vestimenta en homenaje al Real Madrid de España.
Es por tal motivo que el color distintivo del Club Real Santa Cruz es el blanco, de donde procede el sobrenombre de «Merengue» con el que se conoce a los jugadores y aficionados del club.

### Uniformes actuales
- Camiseta titular: Camiseta blanca, pantalón blanco y medias blancas.
- Camiseta alternativo: Camiseta negra, pantalón negro y medias negras.

| Titular |

| Alternativo |

## Infraestructura

### Estadio
El club ejerce de local en el Estadio Real Santa Cruz, del cual es el propietario y es uno de los pocos clubes bolivianos en contar con su estadio propio y en óptimo funcionamiento. El estadio fue inaugurado el año 1997 como un campo alternativo al Estadio Ramón Aguilera Costas con motivo de la realización de la Copa América llevada a cabo en Bolivia aquel mismo año.
El financiamiento para la construcción de este estadio fue con un préstamo hipotecario de la Financiera FINDESA por un monto de 300 000 $us, además de un aporte a fondo perdido de 200 000 $us de la Prefectura, además de aportes del Servicio Departamental de Caminos y pagos de membresías de socios.
Cuenta con todo un complejo deportivo, salón de eventos, piscina, divisiones inferiores (sub-11 hasta sub-19), escuela de fútbol, coliseo, llegando a practicar incluso otras disciplinas deportivas como el baloncesto y voleibol.

Panorámica desde el interior del estadio.

## Datos del Club
- Datos actualizados para la temporada 2023
- Puesto en la clasificación histórica de la Primera División: 10.º
- Temporadas en Primera División: 30 (1973, 1975, 1977-1992, 1994-2001, Ap. 2004-Cl. 2004, Ap. 2020-2024).
- Participaciones internacionales:
  - Copa Conmebol: 1 (1997).
- Mayores goleadas conseguidas
  - En torneos nacionales:
    - 7 - 0 a Magisterio Rural (11 de agosto de 1985).
    - 7 - 1 a Chaco Petrolero (7 de enero de 1987).

  - En torneos internacionales:
    - 2 - 0 contra The Strongest (31 de julio de 1997 por la Copa Conmebol 1997).
- Mayor goleadas en contra
  - En torneos nacionales:
    - 0 - 10 de The Strongest (11 de junio de 1989).
    - 0 - 8 de San José (2 de octubre de 1988).

  - En torneos internacionales:
    - 0 - 5 contra Lanús (3 de septiembre de 1997 por la Copa Conmebol 1997).
- Primer partido en LFPB: 1 - 3 contra Blooming (17 de septiembre de 1977).
- Primer partido en torneos internacionales: 1 - 1 contra The Strongest (31 de julio de 1997) (Copa Conmebol 1997).
- Jugador con más partidos disputados: Sergio Rivero Kuhn (244 partidos oficiales).
- Jugador con más goles: Edú Monteiro (60 goles en competiciones oficiales).

## Jugadores

### Registros
| Goleadores | Goleadores                         | Goleadores | Presencias | Presencias       | Presencias   |
| ---------- | ---------------------------------- | ---------- | ---------- | ---------------- | ------------ |
| 1.         | Edú Monteiro                       | 60 goles   | 1.         | Sergio Rivero    | 244 partidos |
| 2.         | Horacio Chiorazzo                  | 45 goles   | 2.         | Ricardo Martínez | 242 partidos |
| 3.         | Juan Ernesto Lezcano               | 44 goles   | 3.         | Lorgio Antelo    | 193 partidos |
| 4.         | Jesús Reynaldo                     | 38 goles   | 4.         | Fernando Alva    | 182 partidos |
| 5.         | Víctor Hugo Antelo / Lorgio Antelo | 37 goles   | 5.         | Edú Monteiro     | 174 partidos |

Nota: En negrita los jugadores activos en el club.

### Botines de Oro

#### Primera División
| # | Nombre             | Campeonato            | Goles |
| - | ------------------ | --------------------- | ----- |
| 1 | Víctor Hugo Antelo | Primera División 1989 | 22    |

Fuente: RSSSF

#### Copa Simón Bolívar
| # | Nombre            | Campeonato | Goles |
| - | ----------------- | ---------- | ----- |
| 1 | Ronald Justiniano | 2003       | 14    |

### Jugadores extranjeros
| Nacionalidad         | Jugadores | Jugadores |
| -------------------- | --------- | --- |
| América              |           | |
| Argentina            | 14        | Eduardo Jurkevicius, Horacio Chiorazzo, Juan Ernesto Lezcano, Osvaldo Ozzán, Heber Leaños, Martín Palavicini, Leonardo Romero, Ezequiel Michelli, Lucas Gómez, Marcelo Argüello, Damián Lizio, Carlos Franco, Marcos Ovejero, David Andersen |
| Brasil               | 3         | Célio Alves, Jason Rodrigues, Edú Monteiro |
| Colombia             | 8         | Carlos Vallecilla, Juan Fajardo, Sebastian Angulo, Jasond González, Guillermo Denis Beltrán, Jhonathan Caicedo, Jhon Pajoy, Brayan Moreno |
| Ecuador              | 2         | Kevin Mina, Luis Ruano |
| Haití                | 2         | Jayro Jean, Shelove Achelus |
| Nicaragua            | 1         | Anderson Treminio |
| Panamá               | 1         | Carlos Navas |
| Paraguay             | 1         | Silvio Torales |
| República Dominicana | 7         | César García, Dorny Romero, Edarlyn Reyes, Wilman Modesta, Yohan Parra, Brian López, Jean Carlos López |
| Uruguay              | 1         | Marcel Román |
| Venezuela            | 1         | José Caraballo |
| África               |           | |
| Nigeria              | 1         | Bismark Ubah |
| Europa               |           | |
| España               | 1         | Ángel Sánchez |

## Entrenadores

### Cuerpo técnico
El entrenador actual es Cristian Farah, quién se encuentra en el cargo desde enero de 2024 tras la salida de Claudio Rodríguez y Miguel Ábrigo.
Dentro de los entrenadores que han dirigido Real Santa Cruz se destaca Antonio Batista, de nacionalidad brasileña que ascendió al equipo en dos ocasiones 1993 y 2003. Además conquistó el título del torneo apertura en 1996.

### Historial de entrenadores
- Andrés Prieto (1986-1987)
- Antonio Batista (1993)
- Raúl Pino (1993-1994)
- Ovidio Messa (1994)
- Antonio Batista (1996-1997)
- Carlos Ángel López (1998)
- Ramiro Blacutt (1999)
- Rosario Martínez (2000)
- Antonio Batista (2003-2004)
- Iver Valladares (2007-2011)
- José Enrique Peña (2012-2013)
- Oscar Ramírez (2014)
- David de la Torre (2016)
- Víctor Hugo Antelo (2016)
- Armando Ibáñez (2018)
- Wilson Escalante (2019)
- José Enrique Peña (2019)
- Néstor Clausen (2020-2021)
- David Perdiguero Márquez (2021)
- Daniel Farrar (2022)
- Andrés Marinangeli (2022)
- Claudio Rodríguez (2023)
- Miguel Abrigo (2023)
- Cristian Farah (2024)
- Andrés Marinangeli (2024)
- Marcelo Straccia (2024)
- Armando Ibáñez (2024-act.)

## Palmarés

### Torneos nacionales
| Competición nacional     | Títulos | Subcampeonatos        |
| ------------------------ | ------- | --------------------- |
| Torneo Apertura (1)      | 1996.   |                       |
| Copa Simón Bolívar (1/2) | 1993.   | 2003, 2019.           |
| Copa Liga (0/1)          |         | 1979. (Única edición) |

### Torneos regionales (5)
| Competición regional     | Títulos                       | Subcampeonatos                |
| ------------------------ | ----------------------------- | ----------------------------- |
| Campeonato Cruceño (5/5) | 1993, 2007, 2012, 2018, 2019. | 1973, 2002, 2003, 2008, 2011. |

### Torneos amistosos
| Competición                          | Títulos     | Subcampeonatos |
| ------------------------------------ | ----------- | -------------- |
| Trofeo Círculo de Periodistas D. (2) | 1999, 2000. |                |
| Copa Ignacio Talavera (1)            | 2014.       |                |
| Copa Santa Cruz (1)                  | 2022.       |                |

## Hinchada
Tradicionalmente la hinchada de Real Santa Cruz se ubica en la curva este del Estadio Real Santa Cruz. Su afición se define como la hinchada «Merengue».
El club también posee una gran aceptación por parte de la población cruceña, es por tal motivo que históricamente es uno de los equipos más populares del Departamento de Santa Cruz pero debido al descenso que sufrió en la temporada 2004 y por el cual estuvo catorce años en la segunda división su afición registro una decadencia evidente.

## Rivalidades

### Clásico camba
El clásico rival de los Albos es Destroyers, con quien juega el denominado clásico Camba, siendo uno de los clásicos con más importancia en Santa Cruz.

### Otras rivalidades
Real Santa Cruz mantiene una fuerte rivalidad futbolística con los principales equipos del Departamento de Santa Cruz; los equipos de Blooming y Oriente Petrolero.

## Divisiones inferiores
Las divisiones inferiores del Club Deportivo Real Santa Cruz están conformadas por la Sub-11, Sub-13, Sub-15, Sub-17 y Sub-19. Además, participa con un equipo en la categoría Tercera de Ascenso de la Asociación Cruceña de Fútbol.